# حملات هوایی مراقب
حملات هوایی مراقب (انگلیسی: Lookout Air Raids) حملات هوایی جزئی اما تاریخی امپراتوری ژاپن بود که در جنگ جهانی دوم در کوه‌های اورگن، چندین مایل خارج بروکینگس، اورگن رخ داد.
در ۹ سپتامبر ۱۹۴۲، از یک هواگردهای آب‌نشین یوکوسوکا ایی۱۴وای متعلق به امپراتوری ژاپن، دو بمب بمب آتش‌زا به قصد راه‌اندازی آتش‌سوزی جنگل پرتاب شد. با این حال، با تلاش گشت نیروهای آتش‌نشانی و شرایط آب و هوایی، خسارات وارد شده در اثر این حمله جزئی بود.